# Symploce unistyla
Symploce unistyla är en kackerlacksart som beskrevs av Roth, L. M. 1985. Symploce unistyla ingår i släktet Symploce och familjen småkackerlackor.
Artens utbredningsområde är Laos. Inga underarter finns listade i Catalogue of Life.